# Normanton (Australia)
Normanton – miasto (town) w Australii, w północno-wschodniej części stanu Queensland, w hrabstwie Carpentaria, położone ok. 40 km na południowy wschód od ujścia rzeki Norman do Zatoki Karpentaria. W 2006 roku miasto liczyło 1100 mieszkańców.